# ترور نافرجام تئودور روزولت
در ۱۴ اکتبر ۱۹۱۲، جان شرانک (۱۸۷۶–۱۹۴۳)، میکده‌دار سابق، در حالی که تئودور روزولت، رئیس‌جمهور سابق ایالات متحده آمریکا، در میلواکی، ویسکانسین، برای ریاست‌جمهوری رقابت می‌کرد، اقدام به ترور او کرد. گلوله شرانک، پس از نفوذ به جعبه عینک فولادی روزولت و عبور از یک نسخه ۵۰ صفحه‌ای ضخیم و تا شده از سخنرانی او، با عنوان «علت مترقی بزرگتر از هر فرد» که او در جیب کت خود حمل می‌کرد، در سینه روزولت فرورفت. شرانک، بلافاصله، خلع سلاح و دستگیر شد. اگر روزولت، فریاد نمی‌زد که شرانک، سالم بماند، ممکن بود او را لینچ کنند. روزولت، به جمعیت، اطمینان داد که حالش خوب است، سپس به پلیس دستور داد تا مسئولیت شرانک را بر عهده بگیرد و مطمئن شود که هیچ خشونتی با او انجام نشود.
روزولت، به عنوان یک شکارچی و کالبدشناس باتجربه، به درستی به این نتیجه رسید که چون خون سرفه نمی‌کند، گلوله، به ریه او نرسیده است. او پیشنهادهای رفتن فوری به بیمارستان را رد کرد و در عوض، سخنرانی برنامه‌ریزی شده خود را ایراد کرد. اظهارات آغازین او برای جمعیت جمع شده، این بود: «دوستان، از شما می‌خواهم تا حد امکان ساکت باشید. نمی‌دانم که آیا کاملاً متوجه شده‌اید که من به تازگی به ضرب گلوله کشته شده‌ام یا خیر؛ اما برای کشتن یک گوزن گاو نر، بیش از این نیاز است.»
پس از آن، کاوشگر و اشعه ایکس نشان داد که گلوله، در عضله قفسه سینه روزولت، گیر کرده، اما به پرده جنب نفوذ نکرده است. از آنجایی که پزشکان، به این نتیجه رسیدند که باقی گذاشتن آن در بدن، خطر کمتری نسبت به برداشتن آن دارد، روزولت، گلوله را تا آخر عمر با خود، حمل کرد.
روزولت، پس از ترور رئیس‌جمهور، ویلیام مک‌کینلی که زخم گلوله او به قانقاریا منجر شد و درگذشت، رئیس‌جمهور شده بود. هم رئیس‌جمهور وقت، ویلیام هووارد تفت و هم وودرو ویلسون، نامزد دموکرات، رقابت‌های انتخاباتی خود را تا زمانی که روزولت، بهبود یابد و رقابت‌های خود را نیز از سر بگیرد، به حالت تعلیق درآوردند. هنگامی که از او پرسیده شد که آیا تیراندازی، بر رقابت‌های انتخاباتی او تأثیر می‌گذارد، او به خبرنگار گفت: «من به عنوان یک گوزن گاو نر، شایسته هستم.» پس از اینکه روزولت، بعد از دست دادن نامزدی جمهوری‌خواهان در ژوئن ۱۹۱۲، به خود می‌بالید که احساس می‌کرد «یک گوزن گاو نر قوی» است، این حیوان به نماد روزولت و حزب مترقی تبدیل شد که اغلب به عنوان حزب موس بول شناخته می‌شود. وی قبل از بازگشت به رقابت‌های انتخاباتی، دو هفته را صرف بهبودی کرد. او بعداً در مورد گلوله داخل بدنش، به یکی از دوستانش نوشت: «من به این موضوع اهمیت نمی‌دهم که آن در جیب جلیقه‌ام باشد».
تیرانداز، جان شرانک، ابتدا به اتهام اقدام به قتل، اعتراف کرد، اما قاضی دادگاه که از بابت سلامت عقل شرانک، متقاعد نشده بود، درخواست او را رد کرد و پرونده به محاکمه کشیده شد. شرانک، به دلیل جنون، توسط هیئت منصفه، تبرئه و دچار بستری نامحدود در تیمارستان شد.

## برای مطالعهٔ بیشتر
- - Foley, William J. "A bullet and a Bull Moose." JAMA Journal of the American Medical Association 209.13 (1969): 2035–38.
- Gores, Stan (Summer 1970). "The Attempted Assassination of Teddy Roosevelt". The Wisconsin Magazine of History. 53: 269–77.
- Helferich, Gerard. Theodore Roosevelt and the Assassin: Madness, Vengeance, and the Campaign of 1912 (2013) excerpt